# Bacunayagua (most)
Bacunayagua (hiszp. Puente de Bacunayagua) – struno- i kablobetonowy most drogowy na Kubie nad rzeką Bacunayagua, zlokalizowany osiemnaście kilometrów na północny zachód od miasta Matanzas, na granicy prowincji Matanzas i Mayabeque. Stanowi fragment ważnej trasy komunikacyjnej i turystycznej Via Blanca (został wzniesiony jako ostatni jej element). Jest największym i najdłuższym mostem na Kubie.

## Historia
Został zaprojektowany przez inżyniera Luisa Sáenza Duplace wraz z zespołem. Był on projektantem wielu innych mostów na wyspie. W tym wypadku mógł jednak korzystać z planów sporządzonych przez studenta IV roku inżynierii lądowej, José Pimpo Hernándeza. Most wzniesiono w trudnych warunkach terenowych (skały) w latach 1956-1959 siłami przedsiębiorstwa Sáenz, Cancio y Martín. W obiekcie zostały zastosowane po raz pierwszy w kraju łuki Melana (nie zachodziła więc konieczność używania krążyn). Ukończenie obiektu nastąpiło już po rewolucji kubańskiej. W dniu otwarcia, 26 września 1959, przez most przeszedł Fidel Castro, Celia Sánchez i Antonio Núñez Jiménez (most nie był jeszcze wówczas całkowicie ukończony). Data ta jest obchodzona od 2009 jako lokalne święto: Dzień Mostów Matanzas. W 1976 wymieniono wszystkie dźwigary wykonane z betonu sprężonego, jak również sam pomost, jednak użyto złych jakościowo materiałów, w wyniku czego budowla korodowała i wymagała stałych remontów. W 2015 użyto nowoczesnych technologii i materiałów, w tym inhibitorów korozji oraz włókien węglowych. W 1997 obiekt uznano za jeden z siedmiu cudów kubańskiej inżynierii lądowej. 

## Parametry
Parametru mostu są następujące:
- długość: 313,5 metra,
- szerokość: 16 metrów,
- wysokość nad łożyskiem rzeki: 110 metrów,
- rozpiętość łuku centralnego: 114 metrów[1],
- liczba przęseł: 11 (z dziesięciu podpór pięć oparto poza łukiem głównym),
- długość belek poza przęsłem centralnym: 28,5 metra,
- wysokość belek: 1,6 metra,
- masa belki: 47 ton[2].